# ميليتش
ميليتش [ˈmilit͡ʂ] ((بالألمانية: Militsch)‏) هي مدينة في محافظة سيليزيا السفلى، في جنوب غرب بولندا. هي مركز مقاطعة ميليتش، ومن المنطقة الإدارية الأصغر (غمينا) تسمى غمينا ميليتش.

## توأمة
لميليتش اتفاقيات توأمة مع:
- فرايتال (1987 - 1990)

## روابط خارجية
- المجتمع اليهودي في ميليتش on Virtual Shtetl